# Банкьери, Джованни Франческо
Джованни Франческо Банкьери (итал. Giovanni Francesco Banchieri; 23 сентября 1694, Пистоя, Великое герцогство Тосканское — 18 октября 1763, там же) — итальянский куриальный кардинал. Племянник кардинала Антонио Банкьери. Генеральный казначей Апостольской Палаты с 10 апреля 1747 по 26 ноября 1753. Кардинал-дьякон с 26 ноября 1753, с титулярной диаконией Сант-Адриано-аль-Форо с 10 декабря 1753.